# Mads Reinholdt Rasmussen
Mads Reinholdt Rasmussen (født 24. november 1981) er en dansk roer, der sammen med Rasmus Quist Hansen er dobbelt verdensmester og OL-guldvinder i letvægtsdobbeltsculler. Han ror sammen med Quist i Danske Studenters Roklub.

## Sportskarriere
Mads Rasmussen stammer fra Idestrup på Falster, og han indledte sin rokarriere i Nykøbing F i 1995. Oprindeligt roede han i de tunge både, men han kom i en letvægtsdobbeltfirer til VM i 2000. Derpå blev han sat sammen med Rasmus Quist Hansen i en dobbeltsculler med henblik på succes til sommer-OL 2004 i Athen. Parret opnåede en 4. plads, og året efter ved VM blev det til bronze, inden de i 2006 vandt guld. VM-titlen blev genvundet året efter i München, hvilket også sikrede Danmark en båd med til sommer-OL 2008 i Beijing. Ved OL i Beijing 2008 forbedrede parret placeringen fra 2004, idet det blev til bronze efter Storbritannien og Grækenland.
Også i 2012 er de to roere kvalificeret til OL, hvilket skete, da de blev nummer fem ved VM i 2011. Ved legene vandt duoen først sit indledende heat i 6:33,11, og de vandt ligeledes semifinalen i tiden 6:33,25. I finalen lå de i lang tid efter det britiske par Zac Purchase og Mark Hunter, men omkring 200 m før mål indhentede danskerne konkurrenterne og holdt dem akkurat bag sig ved målstregen, da de vandt med 6:37,17 mod briternes 6:37,78. Dermed vandt parret den første danske guldmedalje ved legene i London.
Rasmussen blev i 2021 optaget i Sportens Hall of Fame, sammen med Rasmus Quist Hansen.

## Privat
Mads Rasmussen er gift med Juliane Elander Rasmussen. Parret har to døtre (født 2010 og 2013) og bor i København. Han blev cand.med. fra Københavns Universitet i 2017. 